# سان بياجيو ساراسينيسكو
سان بياجيو ساراسينيسكو (بالإيطالية: سان بياجو ساراسينيسكو) هي بلدية تقع في مقاطعة فروزينوني التابعة لمنطقة لاتسيو الإيطالية، وتقع على بعد حوالي 120 كيلومتر (75 ميل) شرق روما وحوالي 50 كيلومتر (31 ميل) شرق فروسينوني.
تقع سان بياجيو ساراسينيسكو على حدود البلديات التالية: كاستل سان فينتشنزو، بيسينيسكو، بيتزون، روتشيتا إيه فولتورنو، سانت إيليا فيوميرابيدو وفاليروتوندا.

## جغرافيا
تقع قرية سان بياجيو ساراسينيسكو في جنوب لاتسيو في منتصف الطريق بين روما ونابولي، على بعد 36 كيلومترًا (22 ميلًا) من مونتي كاسينو. وهي تنتمي إلى حديقة ابروز، حديقة لاتسيو إي موليز الوطنية، وهي الأكبر في إيطاليا. تقع القرية على تل على ارتفاع 866 مترًا (2841 قدمًا) فوق مستوى سطح البحر. يبلغ عدد سكانها 364 نسمة، وتبلغ مساحتها 31 كيلومترًا مربعًا (12 ميل مربع).
يحيط بها العديد من القمم الصخرية: جبل ميتا، ارتفاع 2,241 مترًا (7,352 قدمًا)، جبل ماري، ارتفاع 2020 مترًا (6630 قدمًا)، جبل كافالو على ارتفاع 2039 مترًا (6690 قدمًا)، جبل كافيو على ارتفاع 1699 مترًا (5,574 قدمًا) وجبل سانتا كروتشي.
بحيرة سيلفا هي بحيرة اصطناعية، تقع بين قرى براتولا (سان بياجيو) وفونتانا سيتشيتو، تم بناؤها في عام 1956 لتغذية محطة الطاقة الكهرومائية في كاسينو. تبلغ سعتها 2 مليون متر مكعب (71 000 000 قدم مكعب).

### الزلازل
وقد عانت المنطقة مرارا من الزلازل في 9 سبتمبر 1349، و 13 يوليو 1873، و 15 يناير 1915، و 7 و 11 مايو 1984.

### التعداد السكاني
في عام 1656، قضى الطاعون على جميع السكان وكانت هناك حاجة إلى 20 عامًا لاستعادة عدد السكان. في عام 1874، توفي 300 شخص بسبب الكوليرا وايضا في عام 1918، توفي 80 شخصًا بسبب الإنفلونزا الإسبانية.
كان هناك تدفقان رئيسيان للهجرة يميزان تطور السكان: في عام 1915، انتقلت الموجة الأولى (حوالي الربع) إلى روما وميلانو وباريس وبرلين إلخ؛ بعد عام 1960، غادرت موجة ثانية (نصف السكان) القرية لتنتقل إلى دول أجنبية أخرى في شمال أوروبا، وكذلك إلى أمريكا والبرازيل.

## تاريخ

### علم أصول الكلمات
يحظى سان بياجيو (القديس بليز)، الذي توجد آثاره في العديد من الكنائس المحلية، بالاحترام من قبل الرهبان البينديكتين في دير مونتي كاسينو، الذي أقيم في 529 على أرض فوق وادي كومينو. قد ينتج مصطلح ساراسينسو سواء عن ساراسيني، وهي قبيلة ما قبل الرومانية، والتي تطور اسمها في ساراسينسو، ثم تحولت إلى ساراسينسو، (باللاتينية Saraceni). عارضت الحروب السامنية الرومان والسامنيين (بما في ذلك كاراسيني)، الذين استقروا في معسكر محصن في هذا المكان.

### قبل العصر المسيحي
منذ فترة طويلة، حوالي 70000 سنة، كان هذا المكان مأهولًا بالسكان. لهذا السبب تم العثور على بقايا من العصر الحجري القديم، على سبيل المثال قبور بها فخار وأسلحة وعاش هؤلاء الناس في كهوف طبيعية في الجبال.
شيئًا فشيئًا تخلوا عن بيئة الإسكان الطبيعية هذه لصالح منشآت صغيرة معززة مصنوعة من جدران مضلعة على هضبة جبل سانتا كروتشي. سلطت الحفريات التي أجريت في المكان المعروف باسم أوميني مورتي الضوء على مقبرة من النوع الإتروسكاني بهياكل عظمية مزينة بأحزمة برونزية ورموز حديدية ومجوهرات بالإضافة إلى مزهريات مغطاة بالتيراكوتا ومطلية. تقدم هذه الأشياء دليلاً على التجارة مع الوادي. كما قاموا بتشغيل مناجم الحديد والفضة المستخرجة من جبل ميتا.
بسبب قربها من طريقة سورا فينافرو كابوا، التي تهب بين الجبال، كانت هذه القرية والعديد من المناطق المحيطة أقل سيطرة من تلك الموجودة في الطريق بين روما ونابولي الواقعة في السهل، لذلك كانوا مسرحًا للعديد من الثورات والحروب ضد القوة الرومانية، خاصة ضد العبودية في القرنين الرابع والثالث قبل الميلاد.

### دير مونتي كاسينو
بعد سقوط الإمبراطورية الرومانية، تم احتلال الأرض على التوالي من قبل القوط الشرقيين من ألاريك الأول (410)، والمخربين (476)، والهيروليين، ثم اللومبارديين والعرب. في عام 1055، أعطى باندولفو ولاندولفو، لوردات كابوا، هذه الأرض لرهبان مونتي كاسينو الذين أقرضوا الأرض للرعاة الذين يعيشون في بيسينيسكو وأغنوني وأتينا، لاتسيو.
في منتصف القرن السابع عشر، تم تدمير جميع السكان تقريبًا بسبب وباء الطاعون. في عام 1678 قرر الرهبان إنشاء كنيسة صغيرة إلى سانت بليز؛ استقرت هناك بعض العائلات القادمة من سيرفارو وسان فيتوري ديل لاتسيو وروكا ديفاندرو وكاسينو. في فترة نابليون (من 1806 إلى 1815) كان هناك حوالي 500 نسمة وكانت القرية تحت إدارة فاليروتوندا.

### السرقات
كانت هذه المنطقة الشاسعة المليئة بالشقوق والكهوف الطبيعية مكانًا مثاليًا للاختباء من اللصوص. في القرن السادس عشر واعتاد سوداني مريب (رئيس عصابة) مع رجاله بمهاجمة القرى وسرقة المسافرين. في ديسمبر 1546، تم عرض 100 دوقية للقبض عليه. كان الفقر والبؤس من أسباب هذه الظاهرة. وتبعه كولاماتي دي سانت إيليا، وكريستوفورو فالينتي دي سيرفارو، وميزا دي كاسالاتيكو، ودومينيكو فوكو دي سان بيترو. لم تتوقف السرقة إلا في منتصف القرن التاسع عشر في عهد فرديناند الثاني من الصقليتين. يقال أنه لا يزال هناك كنز مخفي في مكان ما في الجبال.

### استقلال
بموجب مرسوم فرديناند الثاني ملك نابولي، في عام 1858، حصلت القرية على استقلالها الذاتي مع أكثر من 1000 نسمة، وأصبحت مدينة سان بياجيو ساراسينيسكو، في مقاطعة تيرا لابوريس. في الجزء الثاني من القرن التاسع عشر، زاد عدد المزارعين ومربي (البقر والماعز) حتى أصبحوا أفقر وأفقر. هذه الحقيقة تطلق الموجة الأولى من الهجرة.

### بداية القرن العشرين
يصل المنحنى الديموغرافي إلى أعلى مستوى له في عام 1911 مع 1570 نسمة. أجبر الفقر ربعهم على الانتقال إلى المدن الكبرى في شمال إيطاليا، إلى ألمانيا، إلى فرنسا وسويسرا واسكتلندا وإنجلترا والسويد وحتى الولايات المتحدة. كانت الحرب العالمية الأولى والإنفلونزا الإسبانية عام 1918 عاملين آخرين أدى إلى انخفاض عدد السكان. لذلك في عام 1931، كان هناك 1019 نسمة.

### بين الحربين العالميتين
كانت هذه الفترة تطورًا عميقًا مع ظهور الفاشية. بدأ البناء الكبير في القرية: أرصفة في ساحة ماركوني، وجدار صخري في ساحة كروس، ونافورة حجرية في القرية، وجدار حول المقبرة، ومدرسة عامة، وأخيراً محطة كهرباء. في عام 1936 كان هناك 1127 نسمة.

### الحرب العالمية الثانية
مع ظل الحرب وقرب كاسينو قرر الجنرال كيسلرينغ إنشاء خط غوستاف، الذي قسم البلاد إلى أجزاءوتم تجنيد العديد من الشباب في الجيش وماتوا فاضطر آخرون إلى الذهاب إلى دائرة العمل الإلزامي (أُجبروا على العمل ولم يتقاضوا أجرًا). على سبيل المثال، كان عليهم بناء تحصينات للجيش الألماني. تم احتلال سان بياجيو ساراسينيسكو من قبل الفوج النمساوي الخامس والثمانين والمشاة الجبلية الألمانية العاشرة. كانت العلاقة بين السكان والشاغلين الناطقين بالألمانية سلمية إلى حد ما، بفضل سكان ثنائي اللغة. كان هناك العديد من المعارك في هذه المنطقة، خاض آلاف الجنود من جميع أنحاء العالم (إفريقيا وأستراليا وأمريكا وأوروبا) على هذه التلال والجبال المحيطة بها. تم قصف المنطقة بأكملها. كان لا بد من إجلاء السكان المدنيين بالشاحنات في رحلة تستغرق خمسة أيام إلى مقاطعة كريمونا. في 12 يناير 1944 في الساعة 5:30 صباحًا، هاجم الفوجان المغربي الثامن عشر والجزائري السابع من أجل دخول سانت إيليا فيوميرابيدو. أصبحت مذبحة. في 27 مايو 1944 الساعة 9 مساءً. تم طرد آخر الجنود الألمان من قبل السرية 41 للمظليين من الفوج 184. تم تدمير القرية بالكامل. وقتل حوالي 5000 شخص في المنطقة. كانت عام 1946 نهاية الديكتاتورية ونهاية الحرب ونهاية النظام الملكي في سافوي.

### ما بعد الحرب
وجد السكان قريتهم في حالة خراب. كان لابد من إعادة بناء كل شيء. قفز سان بياجيو ساراسينيسكو شيئًا فشيئًا من رماده، وأعيد سكانه. في عام 1961 كان هناك عدد كبير من الناس كما في عام 1921. لكن الصعوبات الاقتصادية والمالية جلبت هجرة هائلة: نصف السكان انتقلوا إلى الخارج. اليوم، على الرغم من أن عدد السكان منخفض جدًا، إلا أن العديد من دور العطلات يتم بناؤها سنويًا من أجل أبناء وأحفاد هؤلاء المهاجرين.

## اقتصاد
تعد الزراعة والتربية تاريخياً المورد الاقتصادي الرئيسي للقرية. ومع ذلك، اليوم، مع البحيرة، أصبح السياح أكثر فأكثر. يجذب بناء مركز ترفيهي على شاطئ البحيرة ونزل للشباب ومطعم المشاة وراكبي الدراجات. كما أن ترميم الملاجئ الجبلية يكمل الإمكانيات.

## ثقافة

### اللهجة
مع العديد من الغزوات والاحتلالات، تعلم السكان لهجة لأجيال. وهو مزيج من اللاتينية والإيطالية والفرنسية (نابليون) والإسبانية [اقتباس مطلوب] (من 1443 حتى 1707: الهيمنة الإسبانية على عائلة أراغون). على سبيل المثال، يتم مضاعفة الحروف الساكنة. الحرف الساكن v ينطق w. يتم فتح حرف العلة o. الضمير «هو» ينطق «glie» كما في «medaglie». الحرف c متبوعًا بحرف العلة e أو o أو i ينطق «sce» كما في «pesce».

### الحج
في 3 فبراير، يحتفل السكان بسانت بليز. علاوة على ذلك، في يوم الأحد الأول من سبتمبر، يحتفلون بالنهاية المعجزة للجفاف، بسبب سانت بلاس. وأخيرا، في 21 آب/أغسطس، غادر موكب كنيسة سان بياجيو في الساعة الرابعة صباحا ليذهب إلى كنيسة العذراء في كانيتو. تتم العودة في اليوم التالي حوالي منتصف النهار.

### الطعام
في 8 أغسطس، في المركز التاريخي، يوجد لا ساجرا ديل فراتَاكسيو مع الراقصين والموسيقى الشعبية، وانتهت بالألعاب النارية. في عام 2010، كان هناك 2150 زائرًا.

## إدارة
يقع سيتي هول في 18 عبر دي.دي.لاكونيللي العمدة هو الدكتور داريو جيوستينو إياكونيلي.